# Menophra grisearia
Menophra grisearia är en fjärilsart som beskrevs av Rothschild 1914. Menophra grisearia ingår i släktet Menophra och familjen mätare. Inga underarter finns listade i Catalogue of Life.